# آرشي كار
آرشي كار (بالإنجليزية: Archie Carr)‏ هو محافظ على الطبيعة أمريكي، ولد في 16 يونيو 1909 في موبيل في الولايات المتحدة، وتوفي في 21 مايو 1987 في ميكانوبي في الولايات المتحدة.